# Närkes runinskrifter 13
Närkes runinskrifter 13 är två fragment av en runristad häll av grå kalksten som hittats i Stora Mellösa kyrka i Stora Mellösa socken, Örebro kommun. 

## Historia
Ristningen på hällen gjordes antagligen vid sekelskiftet 1100 eller i början av 1100-talet och hällen har av allt att döma utgjort en del av gravkista. Både Bertil Waldén och Sune Lindqvist ansåg att hällen varit en del av ett så kallat Eskilstunamonument.
När den då romanska kyrkan i Stora Mellösa valvslogs på 1400-talet lades denna häll som grundsten till en pelare med ristningssidan uppåt. Trots detta upptäcktes den inte under den stora ombyggnaden av kyrkan 1833-1835 då både valven och pelaren avlägsnades. Stenen hittades istället inte förrän vid 1937 års restaurering och förutom ett stort fragment av den ursprungliga hällen hittades också ett mindre fragment. 1952 murades det större stycket in i upp och ned i vapenhusets östra vägg.

## Fragmenten och dess inskrifter
Inskriften på det större fragmentet utgör inledningen och lyder sbialbuþi l medan det mindre fragmentet bara innehåller auk :. Bevarat av texten är alltså
sbialbuþi : l... ... auk : ...
Spiallbuði l[et] ... ok ...
”Spjallbode lät ... och ...”
Enligt Bertil Waldén är det troligt att Spiallbuði var en bonde som i slutet av 1000-talet upplät mark åt det allra första kyrkobygget på platsen och att Nä 13 är det som finns kvar av hans gravmonument i kyrkan.